# Adeziune (mecanică)

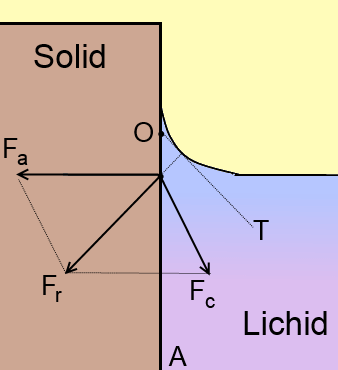
Cazul F_{a} > F_{c}

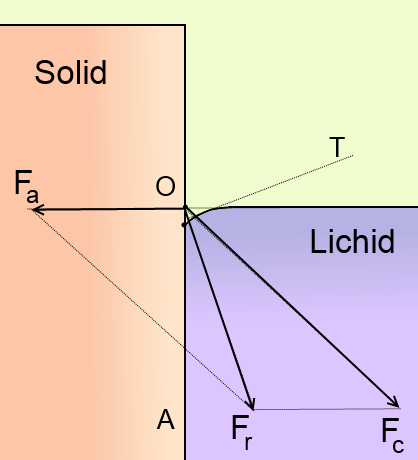
Cazul F_{a} < F_{c}

Adeziunea este în mecanică fenomenul care se manifestă prin faptul că pentru a separa două corpuri de structură chimică diferită care au ajuns în contact nemijlocit trebuie să se exercite forțe perpendiculare pe suprafața comună de contact. 

Adeziunea (în mecanică și fizică) este atracția între două suprafețe aflate în contact foarte strâns, determinată de forțele intermoleculare care acționează la distanțe relativ mici.
Fenomenul de adeziune este produs de forțele de atracție ce se exercită între particulele (atomi, molecule, ioni) de la suprafața celor două corpuri. Rezultanta acestor forțe se numește forță de adeziune și ea acționează asupra fiecărui corp, perpendicular pe suprafața de contact și orientat spre corpul învecinat. Forța de adeziune se mărește în cazul în care cele două corpuri ajung în contact prin intermediul unui strat de lichid, datorită acțiunii forțelor de tensiune superficială. În cazul în care stratul de lichid, ulterior se solidifică, aderența devine și mai puternică, pe acest fenomen se bazează procedeul tehnologic de lipire. Intensitatea aderenței depinde de natura chimică a substanței corpurilor, rugozitatea suprafețelor ce vin în contact, temperatură, natura lichidului dintre cele două corpuri.
În cazul unui corp solid în contact cu un lichid, adeziunea este rezultatul macroscopic al interacției între moleculele lichidului și cele ale solidului.
Notăm cu Fa rezultanta forțelor de adeziune și cu Fc a celor de coeziune.
Dacă Fa > Fc , atunci lichidul udă suprafața solidului; în caz contrar, acest fenomen nu se mai produce.
Unghiul de racord al meniscului (porțiunea curbă a suprafeței lichidului) este definit de suprafața solidului și suprafața tangentă la menisc.
Forma meniscului (concav sau convex) depinde de natura lichidului și a solidului aflate în contact; de exemplu: apă-sticlă (sau lemn) - menisc concav, apă-ceară - menisc convex.